# Straszak (urządzenie)

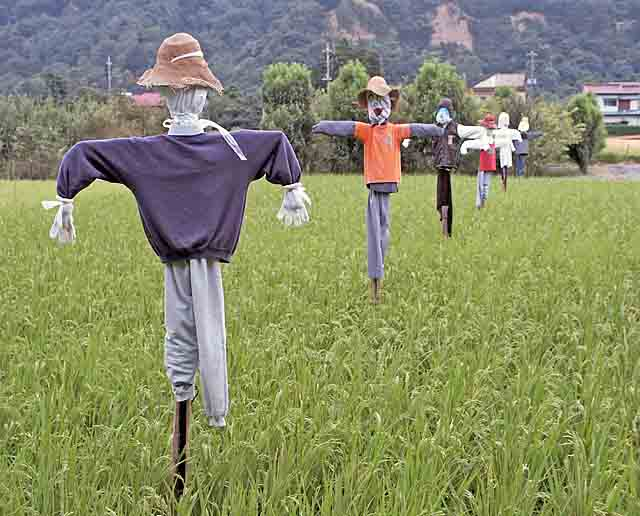
Tradycyjny odstraszacz pasywny: strach na wróble

Straszak lub odstraszacz, odpłaszacz – urządzenie stosowane najczęściej przez myśliwych, rolników i sadowników, ale również przez służby zajmujące się ochroną terenów lub obiektów, mające na celu odstraszanie zwierzyny.

## Cele i środki
Celem odstraszania jest zapobieganie niszczeniu sadów, ogrodów, upraw rolnych bądź leśnych (szkółek leśnych lub młodych sadzonek zalesień) przez dziko żyjące zwierzęta. Straszaki służą również do odstraszania ptaków i innej zwierzyny z obszarów stawów hodowlanych, zbiorników wodnych, parków, budynków, szlaków komunikacyjnych, lotnisk lub innych terenów, na których obecność niektórych zwierząt (uznanych za szkodliwe lub stwarzających niebezpieczeństwo) jest niepożądana.

## Metody i urządzenia
Do tego celu służą urządzenia aktywne i pasywne.

### Urządzenia aktywne

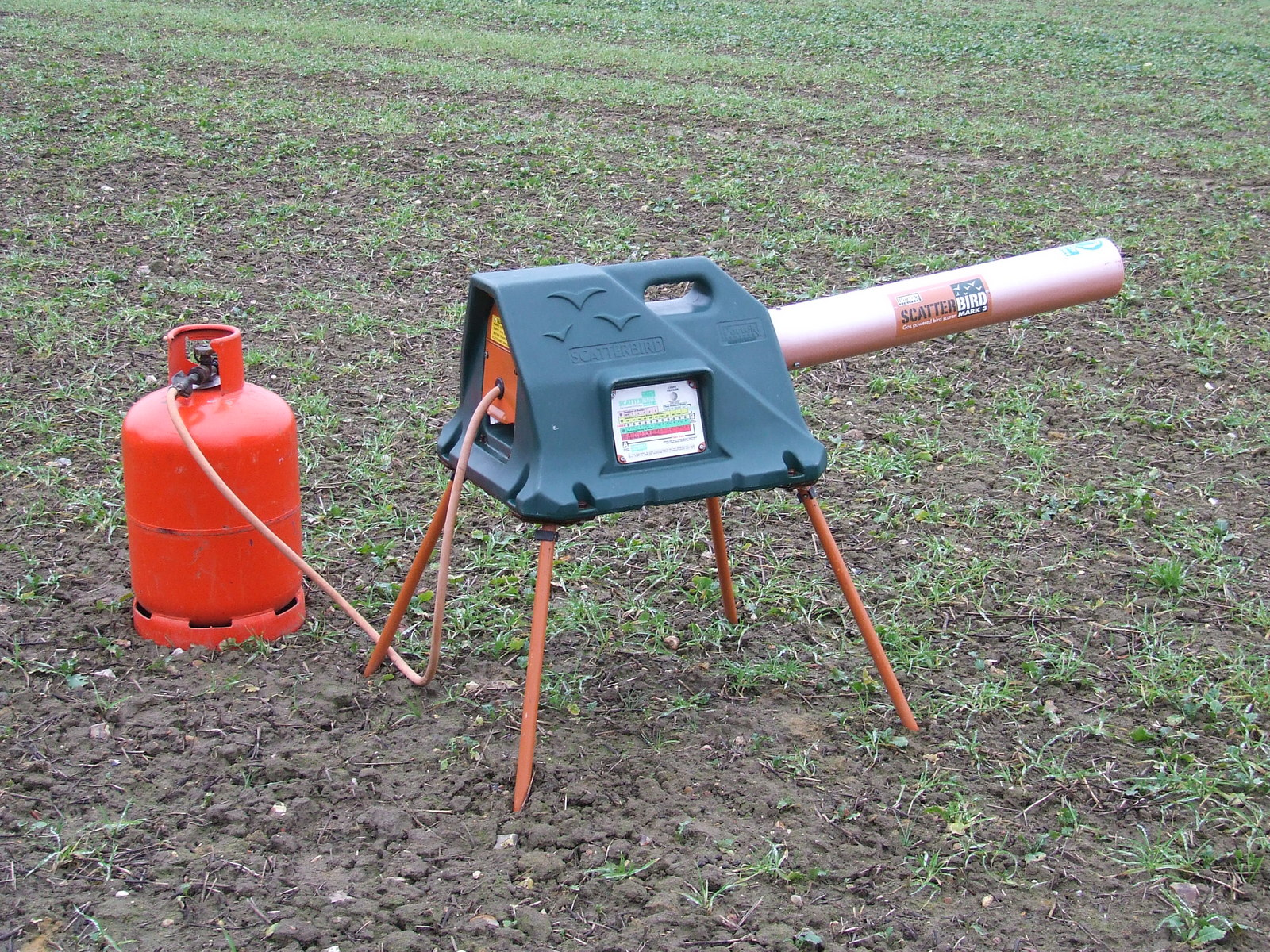
Armatka hukowa do odstraszania ptaków

Do urządzeń aktywnych należą m.in. emitujące dźwięki lub ultradźwięki, światło (do odstraszania zwierząt żerujących w nocy), również urządzenia imitujące dźwięki odbierane przez zwierzęta jako potencjalne zagrożenie (np. odgłosy drapieżników). Urządzenie ma na celu wywołanie u zwierzęcia odruchu ucieczki w wyniku odebrania sygnału ostrzegawczego. Do urządzeń emitujących dźwięk należą np. armatki hukowe, które w określonych odstępach czasu wydają dźwięk przypominający huk wystrzału. Czynnikiem powodującym huk jest w tym przypadku sprężony gaz z butli gazowej.
Odpłaszaczem akustycznym wprowadzonym przez Polskie Koleje Państwowe jest odstraszacz UOZ-1, urządzenie to dźwiękiem ostrzega zwierzęta przed przejazdem pociągu. Na około minutę przed przejazdem pociągu odstraszacz wydaje opracowaną przez zoopsychologów atrapę bodźców kluczowych – sekwencję naturalnych alarmująco-informacyjnych sygnałów dźwiękowych:
- ostrzegawczy krzyk sójki,
- ujadanie psów w nagance,
- rżenie konia,

wzbogaconych o dodatkowe bodźce, tzw. sekwencje śmierci:
- kniazienie zająca (głos, jaki wydaje, gdy jest przerażony lub ranny),
- głos zarzynanej świni.

### Urządzenia pasywne

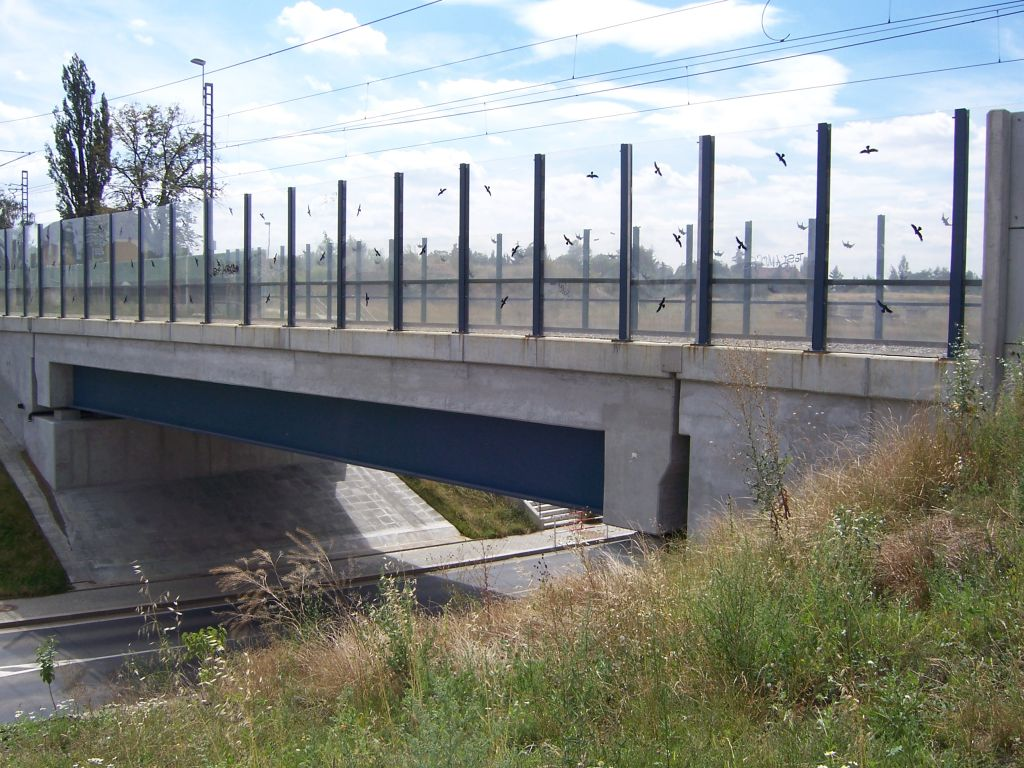
Sylwetki ptaków drapieżnych na szklanym ekranie dźwiękochronnym

Do urządzeń pasywnych należą m.in. atrapy i makiety informujące zwierzęta o potencjalnym zagrożeniu i powodujące wycofanie się zwierząt. Są to najczęściej atrapy ptaków drapieżnych umieszczane w miejscach ochranianych. Atrapy mogą być wyposażone w elementy ruchome, poruszane np. wiatrem, jak również w systemy akustyczne lub świetlne.
Do urządzeń pasywnych zalicza się również np. słupki odblaskowe, tzw. „wilcze oczy”. Metoda polega na zamontowaniu elementów odblaskowych na przydrożnych słupkach po obu stronach drogi. Szereg słupków odbija światło pochodzące z reflektorów nadjeżdżającego samochodu w głąb lasu, tworząc niejako barierę świetlną, która ma na celu oślepienie lub oszołomienie zwierzęcia kierującego się w stronę drogi. Ich celem jest opóźnienie momentu przekroczenia drogi do chwili, aż ruch ustanie i zniknie bariera świetlna. Optyczna zapora uaktywnia się wyłącznie w momencie zbliżania się samochodu, nie stanowi zatem ciągłej bariery dla ruchu zwierząt.

## Inne znaczenia
Mianem straszaka określa się także pistolet przeznaczony do strzelania wyłącznie ślepymi nabojami.